# Walter Omiccioli
Walter Adriano Corrado Omiccioli, detto "Ciulìn" e "Tigre 18" (Fano, 12 marzo 1920 – Treviso, 30 gennaio 2009), è stato un aviatore italiano, ed eroe di guerra.
Asso dell'aviazione durante la seconda guerra mondiale con ben 9 aerei abbattuti, fratello minore del maresciallo di terza classe Enzo Omiccioli, Medaglia d'oro al valor militare ed anch'egli asso caduto in combattimento aereo nell'Africa Orientale Italiana, venne promosso tenente a titolo onorifico e congedato nel marzo 1973 per "raggiunti limiti di età", terminando l'invidiabile carriera ai comandi di Lockheed T-33 Shooting Star della Squadriglia traino-bersagli.

## Biografia

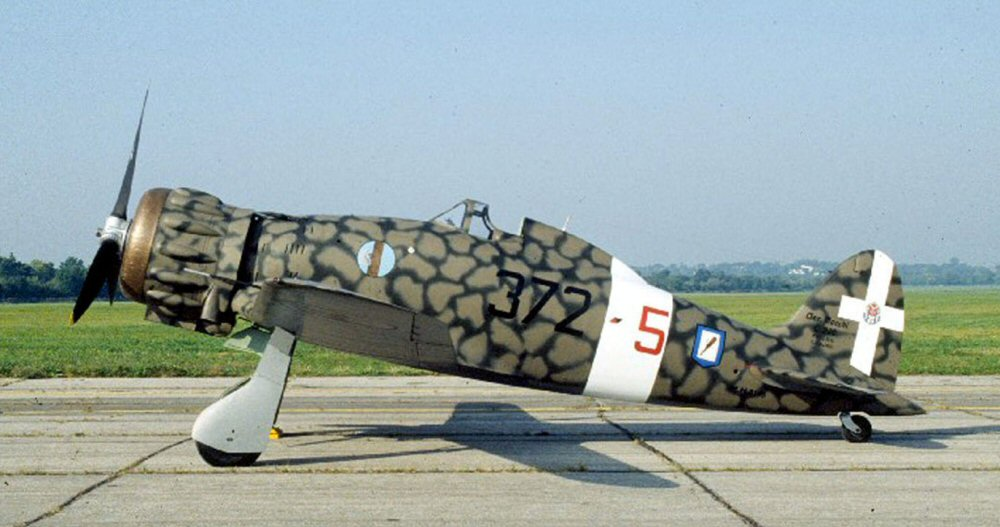
Un Macchi M.C.200 che riproduce la livrea mimetica utilizzata in Nord Africa dalla 372ª Squadriglia Caccia Terrestre (153º Gruppo, 53º Stormo). Questo esemplare venne catturato e trasferito negli Stati Uniti. Ristrutturato nel 1989, attualmente è esposto al National Museum of the United States Air Force a Dayton (Ohio).

Walter, in forza alla 98ª Squadriglia, 7º Gruppo autonomo caccia terrestre, 54º Stormo, ottenne la sua prima vittoria aerea quando abbatté un Hawker Hurricane su Malta il 30 giugno 1941, in collaborazione con il suo comandante, capitano Saverio Gostini. Il 25 luglio distruggeva un altro caccia della Hawker, ma questa volta l'abbattimento gli fu accreditato come vittoria individuale. Il giorno seguente rivendicava l'abbattimento di un terzo Hurricane, mentre era di scorta a navi della Regia Marina. Omiccioli continuò a mietere successi nei tre mesi successivi, distruggendo un altro terzetto di Hurricane. Il 14 ottobre, sempre del 1941, partecipava al mitragliamento dell'aeroporto maltese di Luqa, con il danneggiamento di diversi aerei.
La sua unità fu rischierata in Italia, nel giugno 1942. Il 4 dicembre dello stesso anno, abbatteva un Bristol Blenheim vicino alla sua base a Reggio Calabria, costringendo il bombardiere a cadere in mare, appena fuori dal porto. Una nutrita folla assistette alla sua vittoria aerea per la quale fu citato sul Bollettino di guerra n. 551 e che trovò ampio spazio sulla stampa nazionale.